# Прометей освобождаемый
«Прометей освобождаемый» (др.-греч. Προμηθεὺς Λυόμενος) — трагедия древнегреческого драматурга Эсхила (первая половина V века до н. э.), вторая часть трилогии, посвящённой мифу о Прометее. Её текст почти полностью утрачен.

## Сюжет

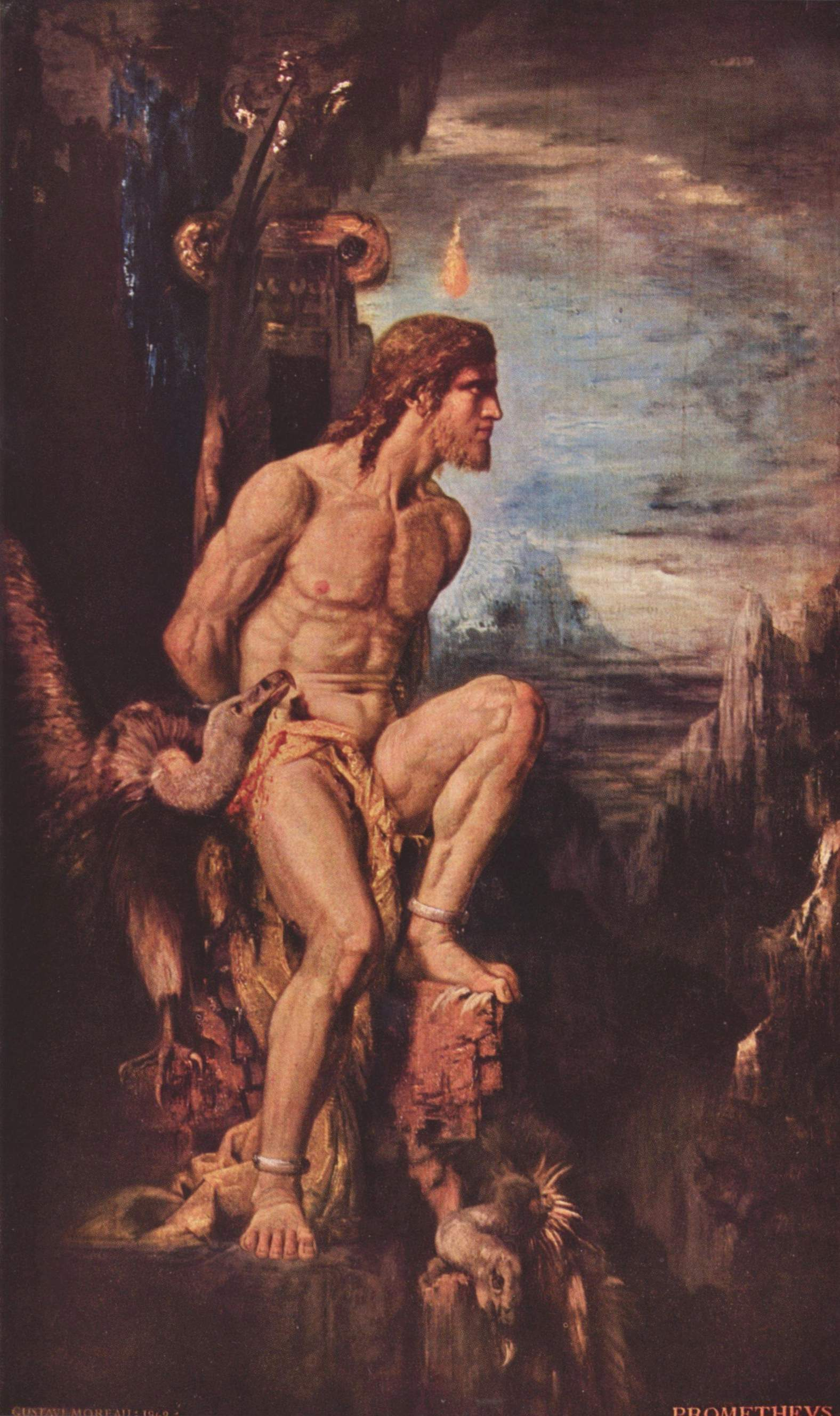
Прометей. Картина Густава Моро

«Прометей освобождаемый» стал второй частью драматического цикла о похищении Прометеем огня для людей. В первой части, «Прометей прикованный», заглавного героя пригвождают к скале по приказу Зевса. В «Прометее освобождаемом» действие происходит спустя много лет. К главному герою приходят сначала его братья титаны (исследователи полагают, что они остаются на сцене и образуют хор), потом его мать Фемида. Последняя убеждает Прометея раскрыть Зевсу тайну о том, что сын его возлюбленной Фетиды будет сильнее своего отца. В конце к Прометею приходит Геракл и убивает орла, который клевал титану печень.
Третья часть трилогии называлась «Прометей-огненосец», и её текст тоже почти полностью утрачен.

## Судьба пьесы
Текст «Прометея освобождаемого» утрачен почти полностью. Сохранились только несколько фрагментов. Марк Туллий Цицерон перевёл часть пьесы на латинский язык (это рассказ Прометея титанам о его мучениях) и включил текст перевода в свой трактат «Тускуланские беседы», написанный в 45 году до н. э.